# Agapetus ulmeri
Agapetus ulmeri är en nattsländeart som beskrevs av Ross 1951. Agapetus ulmeri ingår i släktet Agapetus och familjen stenhusnattsländor. Inga underarter finns listade i Catalogue of Life.